# Wicko, Tỉnh West Pomeranian
Wicko [ˈvit͡skɔ] (tiếng Đức: Vietzig)  là một ngôi làng thuộc khu hành chính của Gmina Międzyzdroje, thuộc quận Kamień, West Pomeranian Voivodeship, ở phía tây bắc Ba Lan. Nó nằm khoảng 5 kilômét (3 mi)   phía nam Międzyzdroje, 25 km (16 mi) phía tây Kamień Pomorski và 54 km (34 mi) phía bắc thủ đô khu vực Szczecin.
Trước năm 1945, khu vực này là một phần của Đức. Đối với lịch sử của khu vực, xem Lịch sử của Pomerania.